# Plouay
Plouay is een Franse gemeente in het departement Morbihan in Bretagne. De gemeente telde 5.779 inwoners op 1 januari 2022. Het is een van de 25 gemeenten in het gemeentelijk samenwerkingsverband Lorient Agglomération.

## Sport
Plouay geniet vooral bekendheid dankzij de wielersport. Jaarlijks vindt er de internationale wielerwedstrijden plaats de Bretagne Classic voor de mannen en de Classic Lorient Agglomération voor de vrouwen. Op een vergelijkbaar parcours werden in 2000 de WK wielrennen in Plouay georganiseerd. Bij de beroepsrenners won de Let Romāns Vainšteins en bij de vrouwen de Wit-Russische Zinaida Stahoerskaja. De derde etappe van de Ronde van Frankrijk 1998 startte in Plouay. In 2002 was het de aankomstplaats van de achtste rit, die werd gewonnen door de Nederlander Karsten Kroon. Zijn landgenoten Servais Knaven en Erik Dekker reden naar respectievelijk de tweede en derde plaats. In 2020 vonden de Europese kampioenschappen wielrennen hier plaats. Bij de beroepsrenners wist de Zwitser Stefan Küng het goud te veroveren in het tijdrijden. De Nederlandse Anna van der Breggen won de tijdrittitel bij de vrouwen. De wegwedstrijden werden gewonnen door Giacomo Nizzolo en Annemiek van Vleuten.

## Geografie
De onderstaande kaart toont de ligging van Plouay met de belangrijkste infrastructuur en aangrenzende gemeenten.

## Demografie
Onderstaande figuur toont het verloop van het inwonertal, bron: INSEE-tellingen. 